# 全国人民代表大会常务委员会代表资格审查委员会
全国人民代表大会常务委员会代表资格审查委员会（简称全国人大常委会代表资格审查委员会）是全国人民代表大会常务委员会设立的专门负责代表资格审查及其相关工作的常设机构。

## 沿革
1954年《中华人民共和国全国人民代表大会组织法》规定，全国人民代表大会设立全国人大代表资格审查委员会。第一届、第二届、第三届、第五届全国人民代表大会都设立了作为专门委员会的全国人大代表资格审查委员会（第四届因“文革”而未设立）。全国人大代表资格审查委员会在每届全国人民代表大会第一次会议举行时，根据代表当选证书和其他有关资料审查代表的资格，也对补选的代表的资格进行审查，并向大会提出报告。全国人大代表资格审查委员会属于临时性机构，仅在全国人民代表大会召开期间活动，不能及时对补选的代表的资格和新选出的下一届代表的代表资格进行审查，因此有必要设置常设性的代表资格审查委员会。
1982年12月10日通过并施行的《中华人民共和国全国人民代表大会组织法》第二十六条规定：“常务委员会设立代表资格审查委员会。代表资格审查委员会的主任委员、副主任委员和委员的人选，由委员长会议在常务委员会组成人员中提名，常务委员会会议通过。”自1983年3月第五届全国人民代表大会常务委员会第二十六次会议开始，历届全国人大常委会都专门设立全国人民代表大会常务委员会代表资格审查委员会。全国人大常委会代表资格审查委员会的每届任期与全国人大常委会的每届任期相同，其行使职权到下届全国人大选出新的常委会为止。
第五、六、七届的全国人大常委会代表资格审查委员会主任委员是由全国人大常委会副委员长担任。后来几届的全国人大常委会代表资格审查委员会主任委员都是由全国人大内务司法委员会（现全国人大监察和司法委员会）或全国人大法律委员会（现全国人大宪法和法律委员会）的主任委员担任。
2023年3月，全国人大常委会代表工作委员会成立，承担全国人大常委会代表资格审查委员会的具体工作。全国人大常委会代表资格审查委员会的每届任期与全国人大常委会的每届任期相同，其行使职权到下届全国人大选出新的常委会为止。

## 职责
全国人大常委会代表资格审查委员会是全国人大常委会设立的专门负责代表资格审查及其相关工作的常设机构，依据全国人大组织法第二十六条设置。全国人大常委会代表资格审查委员会的每届任期与全国人大常委会的每届任期相同，其行使职权到下届全国人大选出新的常委会为止。
《中华人民共和国全国人民代表大会组织法》第九条规定：“全国人民代表大会代表选出后，由全国人民代表大会常务委员会代表资格审查委员会进行审查。”“全国人民代表大会常务委员会根据代表资格审查委员会提出的报告，确认代表的资格或者确定个别代表的当选无效，在每届全国人民代表大会第一次会议前公布代表名单。”“对补选的全国人民代表大会代表，依照前款规定进行代表资格审查。”
《中华人民共和国全国人民代表大会和地方各级人民代表大会代表法》第六十一条规定：“代表有下列情形之一的，暂时停止执行代表职务，由代表资格审查委员会向本级人民代表大会常务委员会或者乡、民族乡、镇的人民代表大会报告：（一）因刑事案件被羁押正在受侦查、起诉、审判的；（二）被依法判处管制、拘役或者有期徒刑而没有附加剥夺政治权利，正在服刑的。”第六十三条另外规定：“县级以上的各级人民代表大会代表资格的终止，由代表资格审查委员会报本级人民代表大会常务委员会，由本级人民代表大会常务委员会予以公告。”

## 机构设置[5]
- 办公室

## 组成人员
第五届全国人民代表大会常务委员会代表资格审查委员会主任委员、副主任委员、委员名单
（1983年3月5日第五届全国人民代表大会常务委员会第二十六次会议通过）
- 主任委员：彭冲
- 副主任委员：班禅额尔德尼·却吉坚赞、朱学范、康克清（女）、洪学智、曾志（女）
- 委员（按姓氏笔划排列）：白寿彝、吕骥、严济慈、沈鸿、武新宇、茅以升、林丽韫（女）、季方、周占鳌、奎璧、胡子昂、铁木尔·达瓦买提、董其武、楚图南、缪云台[6]

第六届全国人民代表大会常务委员会代表资格审查委员会主任委员、副主任委员、委员名单
（1984年3月12日第六届全国人民代表大会常务委员会第四次会议通过）
- 主任委员：廖汉生
- 副主任委员：朱学范、班禅额尔德尼·确吉坚赞（藏族）、宋一平、郑伯克
- 委员（按姓名笔划排列）：王兆国、刘伟、刘瑞龙、许杰、孙敬文、谷景生、张杰（回族）、林月琴（女）、林丽韫（女）、章瑞英（女）[7]

第七届全国人民代表大会常务委员会代表资格审查委员会主任委员、副主任委员、委员名单
（1988年4月13日第七届全国人民代表大会常务委员会第一次会议通过）
- 主任委员：倪志福
- 副主任委员：宋一平、冯之浚（回族）、孟连崑
- 委员（按姓名笔画排列）：扎喜旺徐（藏族）、刘延东（女）、孙敬文、李学智、杨浚、郭力文（女）、黄玉昆、章师明、楚庄[8]

第八届全国人民代表大会常务委员会代表资格审查委员会主任委员、副主任委员、委员名单
（1993年7月2日第八届全国人民代表大会常务委员会第二次会议通过）
- 主任委员：孟连崑
- 副主任委员：李学智、冯之浚（回族）
- 委员（按姓名笔画排列）：孙鸿烈、李永泰（朝鲜族）、李克强、杨衍银（女）、迟海滨、张克辉、莫文祥、章师明、章瑞英（女）、楚庄[9]

第九届全国人民代表大会常务委员会代表资格审查委员会主任委员、副主任委员、委员名单
（1998年4月29日第九届全国人民代表大会常务委员会第二次会议通过）
- 主任委员：王维澄
- 副主任委员：顾金池、虞云耀、冯之浚（回族）
- 委员（按姓名笔画排列）：朱相远、孙鸿烈、李永泰（朝鲜族）、杨国庆、迟海滨、张怀西、张国祥、周强、赵地（女）[10][11]

第十届全国人民代表大会常务委员会代表资格审查委员会主任委员、副主任委员、委员名单
（2003年4月26日第十届全国人民代表大会常务委员会第二次会议通过）
- 主任委员：何椿霖
- 副主任委员：胡光宝、孙晓群、王立平（满族）
- 委员（按姓名笔划排列）：王维城、朱相远、华福周（女）、李明豫（女）、杨国庆、图道多吉（藏族）、周玉清、陶伯钧

2003年8月27日第十届全国人民代表大会常务委员会第四次会议同意辞职：
- 委员：华福周（女）[12]

第十一届全国人民代表大会常务委员会代表资格审查委员会主任委员、副主任委员、委员名单
（2008年4月24日第十一届全国人民代表大会常务委员会第二次会议通过）
- 主任委员：黄镇东
- 副主任委员：李建华、何晔晖（女）、严以新
- 委员（按姓名笔划排列）：乔传秀（女）、刘新成、李祖沛、杨岳、陈秀榕（女） 、卓新平（土家族）、胡彦林、哈斯巴根（蒙古族）、姚建年[13]

第十二届全国人民代表大会常务委员会代表资格审查委员会主任委员、副主任委员、委员名单
（2013年4月25日第十二届全国人民代表大会常务委员会第二次会议通过）
- 主任委员：马馼（女）
- 副主任委员：王尔乘、何晔晖（女）、修福金
- 委员（按姓名笔划为序）：王晓、王喜斌、云峰（蒙古族）、丛斌、苏辉（女）、张鸣起、陈秀榕（女）、卓新平（土家族）、董中原[14]

2013年6月29日第十二届全国人民代表大会常务委员会第三次会议接受辞职：
- 委员：王晓[15]

第十三届全国人民代表大会常务委员会代表资格审查委员会主任委员、副主任委员、委员名单
（2018年4月27日第十三届全国人民代表大会常务委员会第二次会议通过）
- 主任委员：吴玉良
- 副主任委员：齐玉、郭振华、张少琴
- 委员（按姓名笔划为序）：邓丽（女）、邓凯、龙庄伟（苗族）、李锐（回族）、杨成熙、汪鸿雁（女）、卓新平（土家族）、徐延豪、曹鸿鸣[16]

第十四届全国人民代表大会常务委员会代表资格审查委员会主任委员、副主任委员、委员名单
（2023年4月26日第十四届全国人民代表大会常务委员会第二次会议通过）
- 主任委员：杨晓超
- 副主任委员：彭金辉（彝族）、郭振华、李钺锋
- 委员（按姓名笔划为序）：王刚、杨关林（锡伯族）、吴杰明、底青云（女，回族）、徐永军、徐晓、黄俊华（壮族）、谭天星、谭琳[17]

2024年6月28日第十四届全国人民代表大会常务委员会第十次会议撤销：
- 副主任委员：李钺锋[18]